# John Leicester (1er baron de Tabley)
John Leicester, 1er baron de Tabley (4 avril 1762 - 18 juin 1827) est un propriétaire terrien anglais, homme politique, artiste amateur et mécène des arts.

## Jeunesse
Né à Tabley House dans le Cheshire, le 4 avril 1762, il est le fils aîné de Peter Leicester, 4e baronnet, et de son épouse Catherine, héritière de William Fleming de Rydal, Westmorland. Son père est un patron de Wilson, Barret et d'autres artistes, et construit la maison à Tabley. Le fils apprend à dessiner par Robert Marris, Thomas Vivares et Paul Sandby.
À la mort de son père en 1770, il devient baronnet et hérite des domaines, alors qu'il est encore un petit garçon. Il fait ses études au Trinity College de Cambridge, où il fait sa maîtrise en 1784, puis voyage sur le continent. En Italie vers 1786, il rencontre Richard Colt Hoare et ils passent du temps ensemble en France et en Italie.

## Carrière politique
Il est élu député de Yarmouth, île de Wight, en 1791, de Heytesbury, Wiltshire, en 1796, et de Stockbridge, Hampshire, en 1807. Au Parlement, il soutient le prince régent et est rapidement devenu l'un des amis personnels du prince.
Il est lieutenant-colonel de la milice du Cheshire et, après treize ans de service, est nommé colonel d'un régiment de cavalerie formé pour la défense intérieure. Pendant les Guerres napoléoniennes, il lève le régiment appelé finalement le Cheshire Yeomanry. En 1817, il participe à la dispersion des Blanketeers dans le Lancashire.

## Intérêts artistiques et intellectuels
Leicester a promu une école anglaise de peinture et de sculpture. Il rassemble des exemples d'art anglais et écossais dans une galerie de sa maison londonienne à Hill Street, Berkeley Square, et à partir d'avril 1818, le grand public pouvait visiter sa collection. Avec Colt Hoare et Walter Ramsden Fawkes, le patron de Turner, Leicester contribue à l'expansion du mécénat auprès des artistes en Angleterre. Une partie de sa collection de tableaux de l'école anglaise, dont un catalogue de William Paulet Carey est publié en 1819, est vendue aux enchères peu après sa mort et a totalise 7 466 £, alors une somme gigantesque.
En 1805-1806, Leicester assiste Thomas Bernard dans la fondation de la British Institution. Les Annales des Beaux-Arts de 1819 lui sont dédiées. Il est membre honoraire de la Royal Irish Institution et de la Royal Cork Society of Arts. Il s'intéresse également à la musique et à l'histoire naturelle, et à la fin de sa vie, il a discuté avec son ami William Jerdan d'une ichtyologie britannique élaborée. Il dessine, principalement des paysages, et aussi peint à l'huile et réalise un ensemble d'estampes lithographiques à partir de ses propres dessins de paysages et de sujets d'histoire naturelle.
Leicester est créé baron de Tabley le 16 juillet 1826. Il est décédé à Tabley House le 18 juin 1827. Il est remplacé par son fils George Warren (2e baron de Tabley).

## Famille

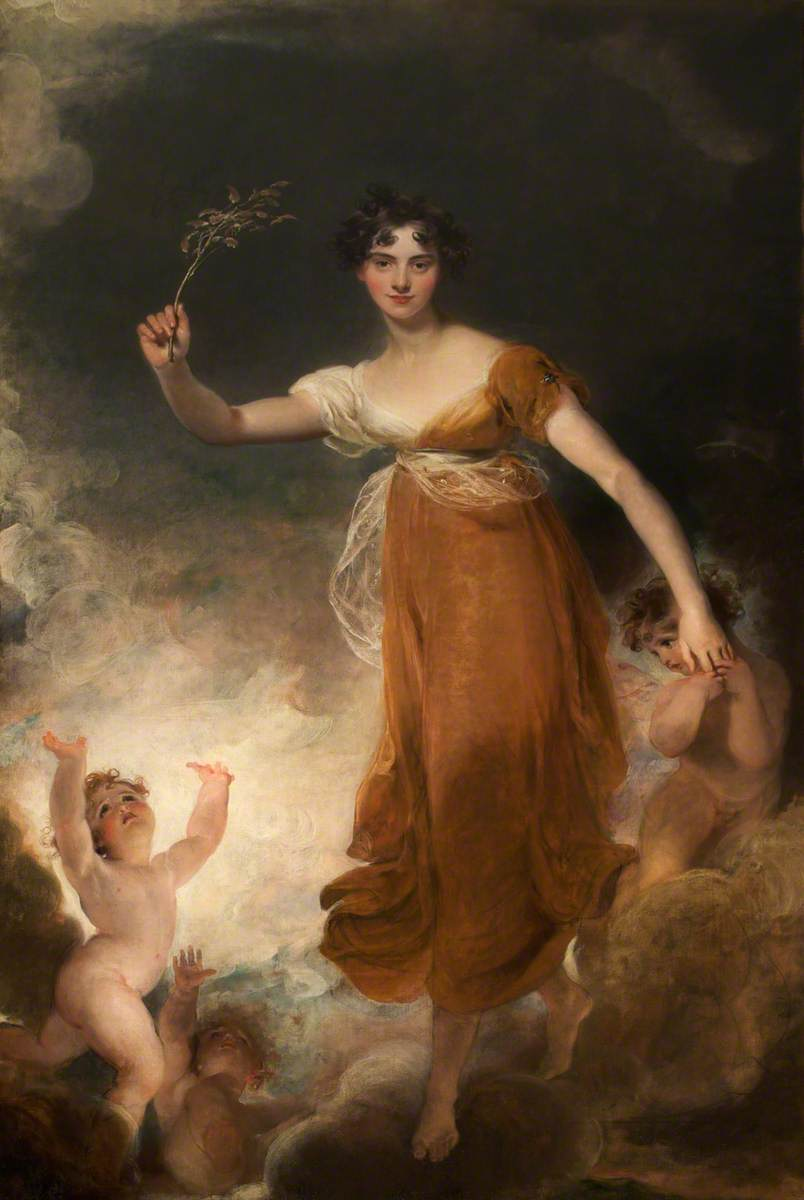
Georgiana, Lady Leicester, (plus tard Lady De Tabley), portrait comme "Hope" / The Branch par Thomas Lawrence

Il épouse, le 9 novembre 1810, alors qu'elle avait 16 ans, Georgiana Maria, la plus jeune fille du lieutenant-colonel Josiah Cottin (en), et une beauté remarquable.